# Серебряная коса
«Серебряная коса» — кинофильм.

## Сюжет
Периодически в ВМС США формируется набор в спецкоманду «Морской спецназ», рекруты которой должны пройти через настоящий ад. Те кто дошёл до конца, становятся полноправными членами команды. Фильм рассказывает о таком рекруте Брайане Дель Пизо (Гиль Беллоуз), имеющем порядковый номер 195 и, как складывается ощущение, стремящийся к смерти. Он влюбляется в жену своего командира, Лукаса Хьюза (Джей Сандерс). Мишель Хьюз (Николетт Шеридан) была в прошлом юнгой на флоте, а в настоящее время она великолепная жена Льюиса.